# Tainstvennaja stena
Tainstvennaja stena (Таинственная стена) è un film del 1967 diretto da Irina Igorevna Povolckaja.